# طاق بستان

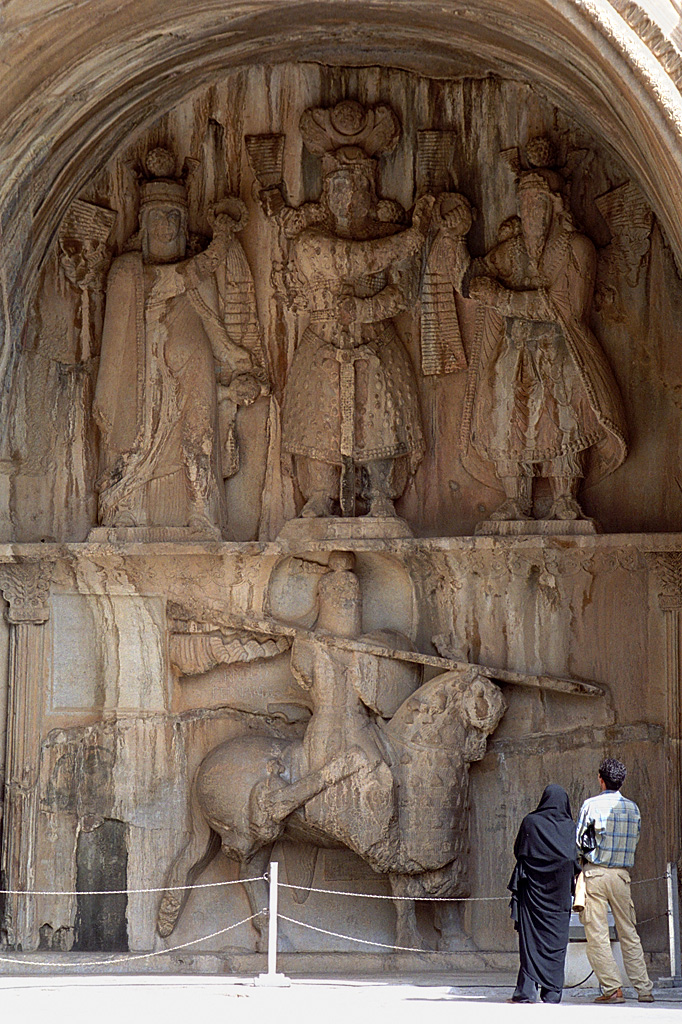

طاق بستان (بالكردية:تاق وەسان)قرية في غرب إيران شمال مدينة كرمانشاه معروفة بتماثيل منحوتة في الصخر من عصر الساسانيين منحوتة للملك خسرو الثاني أو كسرى الثاني.

## وصلات خارجية
- صور طاق بستان
- كرمنشاه وطاق بستان